# Onthophagus carinulatus
Onthophagus carinulatus là một loài bọ cánh cứng trong họ Bọ hung (Scarabaeidae).